# En gång i tidens morgon är jorden ny
En gång i tidens morgon är jorden ny är en psalm, skriven 1972 av Göran Bexell och musiken är skriven 1974 av Erland von Koch. 1977 skrev Torgny Erséus musik till texten. Andra versen är hämtad ur Jesaja 58:6-7 och tredje versen ur Psaltaren 126:5-6.

## Publicerad i
- Herren Lever 1977 som nummer 931 (von Koch) under rubriken "Framtid och hopp".[2]
- 1986 års psalmbok som nummer 637 under rubriken "Himlen".
- Psalmer och Sånger 1987 som nummer 731a (Koch) under rubriken "Framtiden och hoppet - Kristi återkomst".[1]
- Psalmer och Sånger 1987 som nummer 731b (Erséus) under rubriken "Framtiden och hoppet - Kristi återkomst".[1]